# Um Tapinha Não Dói
"Um Tapinha Não Dói" é uma canção de funk carioca lançada pelos cantores brasileiros MC Naldinho e MC Beth em 2001. Foi escrita por Naldinho e produzida por Dennis DJ. Utiliza a melodia do refrão da música "Blue (Da Ba Dee)", do grupo Eiffel 65. Com MC Beth desistindo da carreira artística em 2002, a música foi regravada com MC Bella.

## Repercussão
Impulsionada pelo momento que o funk carioca vivia à época de sua gravação (início dos anos 2000), a canção logo se tornou um sucesso, inclusive internacionalmente. Mais que isso, ela chegou a ser gravada por Caetano Veloso e  As Meninas.

## Processo
Em 2003, uma ação foi ajuizada pelo Ministério Público Federal e pela ONG Themis Assessoria Jurídica e Estudos de Gênero contra a música, por considerarem que "ela banaliza a violência contra a mulher, transmite uma visão preconceituosa contra a imagem da mesma, além de dividir as mulheres em boas ou más conforme sua conduta sexual". Em 2010, depois de sete anos de tramitação na Justiça Federal, a empresa detentora dos direitos da música (Furacão 2000 Produções Artísticas Ltda), foi condenada, em primeira instância, a pagar uma multa no valor de R$ 500 mil. Em 2013 - 3 anos após a condenação - o Tribunal Regional Federal da 4ª Região (Rio de Janeiro) absolveu a empresa Furacão 2000 após o desembargador federal Cândido Alfredo Silva Leal Júnior considerar que "letras de funk como a desta música podem até ser de mau gosto, mas não incitam a violência".